# Hurt (песня Nine Inch Nails)
«Hurt» (с англ. — «Боль») — песня американской рок-группы Nine Inch Nails, заключительный трек их второго студийного альбома The Downward Spiral 1994 года. Написана и спродюсирована Трентом Резнором. 17 апреля 1995 года композиция была выпущена промосинглом, тем самым став последним синглом из The Downward Spiral. «Hurt» не входит в систему нумерации релизов NIN Halo. Тем не менее, одно из CD-изданий сингла было ошибочно пронумеровано как Halo 10; некоторое время спустя эту маркировку получил альбом ремиксов Nine Inch Nails Further Down the Spiral.

## Обзор

### Песня
«Hurt» является медленной композицией темпом 80 ударов в минуту. На промодиске песня представлена в нескольких оригинальных и зацензуренных редакциях: альбомная версия, содержащая искажённый звук гитары и шумовые эффекты, «приглушённая» версия, отличающаяся абсолютно чистым звуком, и концертная запись. Некоторое время спустя приглушённая версия «Hurt» появилась на ремиксовом альбоме NIN Further Down the Spiral и в составе юбилейного переиздания The Downward Spiral 2004 года.
Текст песни «Hurt» содержит упоминания самоувечья и героиновой зависимости, однако смысл песни трактуют по-разному. Некоторые слушатели считают, что песня представляет собой предсмертную записку, написанную главным героем альбома The Downward Spiral, в то время, как другие утверждают, что лирика композиции описывает трудный процесс нахождения причины продолжать жить, несмотря на депрессию и душевную боль.
Композиция приобрела популярность и с тех пор регулярно исполняется группой во время концертных туров. В ходе совместного мини-тура Nine Inch Nails и Дэвида Боуи Dissonance, Резнор и Боуи, на одной сцене, исполняли «Hurt».
В 2007 году инструментальная версия песни была выпущена на сайте Nine Inch Nails remix.nin.com, где любой пользователь может создать свой ремикс трека.
«Hurt» прозвучала в одном из эпизодов телесериала «Убойный отдел», в фильме «Мальчишник: Часть III», в исполнении актёра Кена Джонга, а также в заключительной серии второго сезона мультсериала «Рик и Морти» (2 сезон, 10 серия, «The Wedding Squanchers»).

### Видеоклип

Кадр из клипа «Hurt»

Первоначально видеоклип снимался Саймоном Максвелом. Но процесс съёмки не был завершён и в итоге, для трансляции на MTV, было смонтировано концертное видео. В клипе показана сцена, на которой Трент Резнор исполняет песню «Hurt». На заднем плане расположено огромное полотно. На нём проецируются кадры, так или иначе, связанные с несправедливостью, страданием и болью, например, военные преступления, испытание ядерной бомбы, оставшиеся в живых советские солдаты и мирные жители после Сталинградской битвы. Также видеоряд прерывали изображения со змеёй и хамелеоном, смотрящими прямо в объектив камеры, умирающей лисой и увядающими растениями.
В 1997 году клип был издан на видеоальбоме Closure, в 2004 на переиздании альбома The Downward Spiral для DualDisc, а в 2005 вошёл промосборник Collected. На And All That Could Have Been и Beside You in Time было представлено видео более позднего концертного исполнения «Hurt», отличающегося от этого.

### Восприятие
Джейсон Мендельсон и Эрик Клингер из PopMatters, в своём ретроспективном обзоре на The Downward Spiral пришли к выводу, что «Hurt», несмотря на резкую контрастность по отношению к остальными треками на пластинке, является «прекрасной песней, заслоняющей гнев и дающей малюсенький кусочек надежды». «Резнор смог создать великолепную мелодию без использования драм-машин, синтезаторов и индустриальных шумов» — посчитали Мендельсон и Клингер. Стив Хью, рецензент Allmusic, высказал схожее мнение: «„Hurt“ смешение драмы и самоанализа, Резнору ещё не удавалось делать такое ранее».
В 1996 году «Hurt» была номинирована на премию «Грэмми» в категории «Лучшая рок-песня», но проиграла треку Аланис Мориссетт «You Oughta Know». В 2009 году редактором журнала NME Люком Льюисом «Hurt» была занесена в список «20 лучших готических треков»; там песня была определена на 3 место. 8 февраля 2014 года был опубликован список «500 величайших песен всех времён» по версии NME, где «Hurt» расположилась на 410-й позиции.

## Кавер-версии
Многие музыканты исполняли композицию «Hurt»; среди них были Тори Эймос, Питер Мёрфи, Аарон Льюис, Sevendust, Breaking Benjamin и многие другие. Но особое внимание общественности привлекла кавер-версия «Hurt» от известного кантри-певца Джонни Кэша, записанная в 2002 году для альбома American IV: The Man Comes Around. Исполнение Кэша снискало множество благоприятных отзывов от музыкальных обозревателей. Резнору также понравилась кавер-версия; Трент заявил, что остался ею тронут. Видеоклип был снят Марком Романеком — он содержит сцены из жизни Кэша. Клип был удостоен премии «Грэмми» в категории «Лучшее музыкальное видео». Позднее он был назван лучшим видео всех времён по мнению редакции журнала NME.
Британская певица Леона Льюис также записала свой вариант этой песни, изданный на её дебютном мини-альбоме Hurt: The EP. Кавер получил весьма неоднозначную реакцию критиков. Так, Льюис Корнер из Digital Spy похвалил рок-интерпретацию Леоны, описав вокал певицы как «леденящий кровь фальцет». Тем не менее, были и отрицательные отзывы из-за шаблонности и сильного отхода от настроения оригинальной песни .

## Список композиций
| №  | Название                                   | Длительность |
| -- | ------------------------------------------ | ------------ |
| 1. | «Hurt» (приглушённая зацензуренная версия) | 5:04         |
| 2. | «Hurt» (концертная зацензуренная версия)   | 5:15         |
| 3. | «Hurt» (альбомная зацензуренная версия)    | 6:20         |
| 4. | «Hurt» (приглушённая версия)               | 5:04         |
| 5. | «Hurt» (концертная версия)                 | 5:21         |
| 6. | «Hurt» (альбомная версия)                  | 6:14         |

## Участники записи
- Трент Резнор — вокал, музыка/слова, гитара, клавишные, аранжировка, сведение, продюсирование
- Робин Финк — гитара (концертные версии)
- Дэнни Лонер — бас-гитара (концертные версии)
- Чарли Клоузер — клавишные (концертные версии)
- Крис Вренна — ударные
- Том Бейкер — мастеринг
- Алан Молдер — сведение

## Позиции в чартах
| Чарт (1995)            | Высшая позиция |
| ---------------------- | -------------- |
| RPM Alternative Songs  | 8              |
| Hot Modern Rock Tracks | 8              |
| Hot 100 Airplay        | 54             |

## Номинации
| Год  | Премия   | Категория          | Результат |
| ---- | -------- | ------------------ | --------- |
| 1996 | «Грэмми» | «Лучшая рок-песня» | Номинация |